# Forever Your Girl
Forever Your Girl là album phòng thu đầu tay của nghệ sĩ thu âm người Mỹ Paula Abdul, phát hành ngày 13 tháng 6 năm 1988 bởi Virgin Records. Sau những thành công đáng kể với vai trò biên đạo cho nhiều nghệ sĩ như Janet Jackson, Abdul bắt đầu thực hiện những bản thu âm nháp đầu tiên với số tiền tiết kiệm của mình và đã thu hút sự chú ý từ Virgin Records, hãng đĩa sau đó đã ký kết hợp đồng thu âm với cô. Album là sự kết hợp giữa nhiều thể loại nhạc như dance-pop, new jack swing và R&B, trong đó nữ ca sĩ cũng tham gia đồng viết lời cho một bài hát trong album là "One or the Other".
Ban đầu, với thành công tương đối ít ỏi của hai đĩa đơn đầu, Forever Your Girl không nhận được nhiều sự chú ý và có khởi đầu chậm chạp trên các bảng xếp hạng. Tuy nhiên, sau thành công đột phá của đĩa đơn thứ ba "Straight Up" vào đầu năm 1989, nó bắt đầu trở nên phổ biến và đạt vị trí quán quân trên bảng xếp hạng Billboard 200 sau 62 tuần phát hành, trở thành album mất nhiều thời gian nhất để đạt vị trí số một trong lịch sử. Sau thành công liên tiếp của những đĩa đơn trên các bảng xếp hạng, Forever Your Girl một lần nữa trở lại ngôi vị số một trên Billboard 200 vào đầu năm 1990 và trụ vững ở vị trí này trong chín tuần liên tiếp. Nó đã được chứng nhận bảy đĩa Bạch kim từ Hiệp hội Công nghiệp ghi âm Mỹ (RIAA), công nhận bảy triệu bản đã được tiêu thụ tại Hoa Kỳ. Trên thị trường quốc tế, album đạt vị trí quán quân trên các bảng xếp hạng ở Úc và Canada, và lọt vào top 10 ở Thụy Điển và Vương quốc Anh. Tính đến nay, Forever Your Girl đã bán được 12 triệu bản trên toàn thế giới.
Sáu đĩa đơn đã được phát hành từ album, trong đó bao gồm bốn đĩa đơn quán quân trên bảng xếp hạng Billboard Hot 100: "Straight Up", "Forever Your Girl", "Cold Hearted" và "Opposites Attract". Đây được xem là một trong những đầu tay thành công nhất trong lịch sử nếu chỉ xét trên phương diện thành công của những đĩa đơn, đồng hạng hai trong danh sách những album có nhiều đĩa đơn đạt vị trí số một nhất. Ngoài ra, những thành công liên tiếp này còn thúc đẩy hãng đĩa phát hành lại đĩa đơn thứ hai "The Way That You Love Me" và lọt vào top 3 ở Canada và Hoa Kỳ.
Thành công của Forever Your Girl đã khẳng định tên tuổi của Abdul trong vai trò một nghệ sĩ đa năng. Những video ca nhạc cho những bài hát của album cũng nhận được nhiều lời tán dương từ giới phê bình bởi sự dàn dựng và khả năng vũ đạo của nữ ca sĩ. Hai video ca nhạc cho "Straight Up" và "Opposites Attract" đã nhận được nhiều lời yêu cầu phát sóng liên tục trên MTV và liên tiếp gặt hái nhiều giải thưởng và đề cử tại Giải Video âm nhạc của MTV. Album đã nhận được hai đề cử giải Grammy, bao gồm đề cử ở hạng mục Trình diễn giọng pop nữ xuất sắc nhất cho "Straight Up" năm 1990 và chiến thắng giải Video hình thái ngắn xuất sắc nhất cho "Opposites Attract" một năm sau đó. Tuy nhiên, tranh cãi đã nổ ra vào đầu năm 1991 khi Yvette Marine, một trong ba ca sĩ hát nền trong Forever Your Girl cho rằng cô là "đồng hát chính" trong album và đã kiện Abdul và Virgin Records để bồi thường. Đây được xem là một trong những vấn đề nhạy cảm lúc bấy giờ, khi hàng loạt các ca sĩ như Milli Vanilli và New Kids on the Block bị nghi ngờ về khả năng ca hát trong các bản thu âm của họ. Mặc dù vậy, tòa án đã phản quyết thắng kiện cho Abdul và Virgin sau một tháng tố tụng.

## Xếp hạng
| Bảng xếp hạng (1988-1990)                | Vị trí cao nhất |
| ---------------------------------------- | --------------- |
| Album Úc (ARIA)                          | 1               |
| Canada (RPM)                             | 1               |
| Châu Âu (European Top 100 Albums)        | 14              |
| Album Hà Lan (Album Top 100)             | 19              |
| Nhật (Oricon)                            | 94              |
| Đức (Offizielle Top 100)                 | 24              |
| Album New Zealand (RMNZ)                 | 19              |
| Album Na Uy (VG-lista)                   | 17              |
| Album Thụy Điển (Sverigetopplistan)      | 6               |
| Album Thụy Sĩ (Schweizer Hitparade)      | 15              |
| Album Anh Quốc (OCC)                     | 3               |
| Album Hoa Kỳ Billboard 200               | 1               |
| Album Hoa Kỳ Top R&B/Hip-Hop (Billboard) | 10              |

| Bảng xếp hạng (1989)                  | Vị trí |
| ------------------------------------- | ------ |
| Canadian Albums (RPM)                 | 6      |
| Dutch Albums (MegaCharts)             | 72     |
| New Zealand (Recorded Music NZ)       | 50     |
| US Billboard 200                      | 3      |
| US Top R&B/Hip-Hop Albums (Billboard) | 24     |
| Bảng xếp hạng (1990)                  | Vị trí |
| Australian Albums (ARIA)              | 20     |
| Canadian Albums (RPM)                 | 9      |
| Europe (European Top 100 Albums)      | 92     |
| UK Albums (OCC)                       | 66     |
| US Billboard 200                      | 6      |
| US Top R&B/Hip-Hop Albums (Billboard) | 79     |

| Bảng xếp hạng (1990–1999) | Vị trí |
| ------------------------- | ------ |
| US Billboard 200          | 53     |

| Bảng xếp hạng    | Vị trí |
| ---------------- | ------ |
| US Billboard 200 | 19     |

## Chứng nhận
| Quốc gia                                                                           | Chứng nhận  | Số đơn vị/doanh số chứng nhận |
| ---------------------------------------------------------------------------------- | ----------- | ----------------------------- |
| Úc (ARIA)                                                                          | Bạch kim    | 70.000^                       |
| Canada (Music Canada)                                                              | 7× Bạch kim | 700.000^                      |
| Hồng Kông (IFPI Hồng Kông)                                                         | Vàng        | 10.000*                       |
| New Zealand (RMNZ)                                                                 | Bạch kim    | 15.000^                       |
| Thụy Điển (GLF)                                                                    | Vàng        | 50.000^                       |
| Thụy Sĩ (IFPI)                                                                     | Vàng        | 25.000^                       |
| Anh Quốc (BPI)                                                                     | Bạch kim    | 300.000^                      |
| Hoa Kỳ (RIAA)                                                                      | 7× Bạch kim | 7.000.000^                    |
| * Chứng nhận dựa theo doanh số tiêu thụ. ^ Chứng nhận dựa theo doanh số nhập hàng. |             |                               |